# 奧西奇基 (拉多梅什利區)
50°34′19″N 29°6′58″E / 50.57194°N 29.11611°E
奧西奇基（烏克蘭語：Осички）是烏克蘭北部的村莊，隸屬日托米爾州的日托米爾區。該村面積1.62平方公里，海拔高度191米，2001年人口510，人口密度每平方公里315.2人。

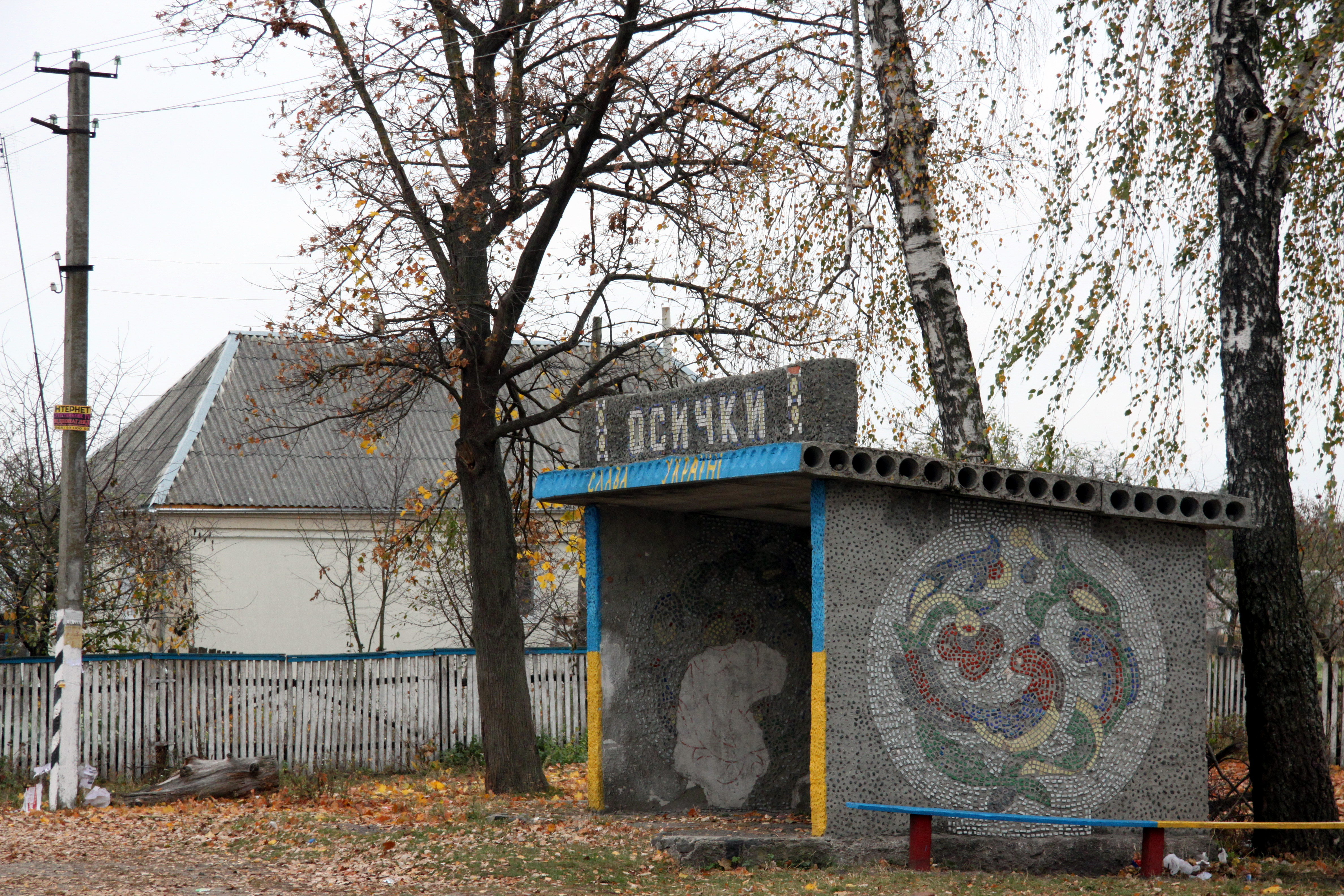
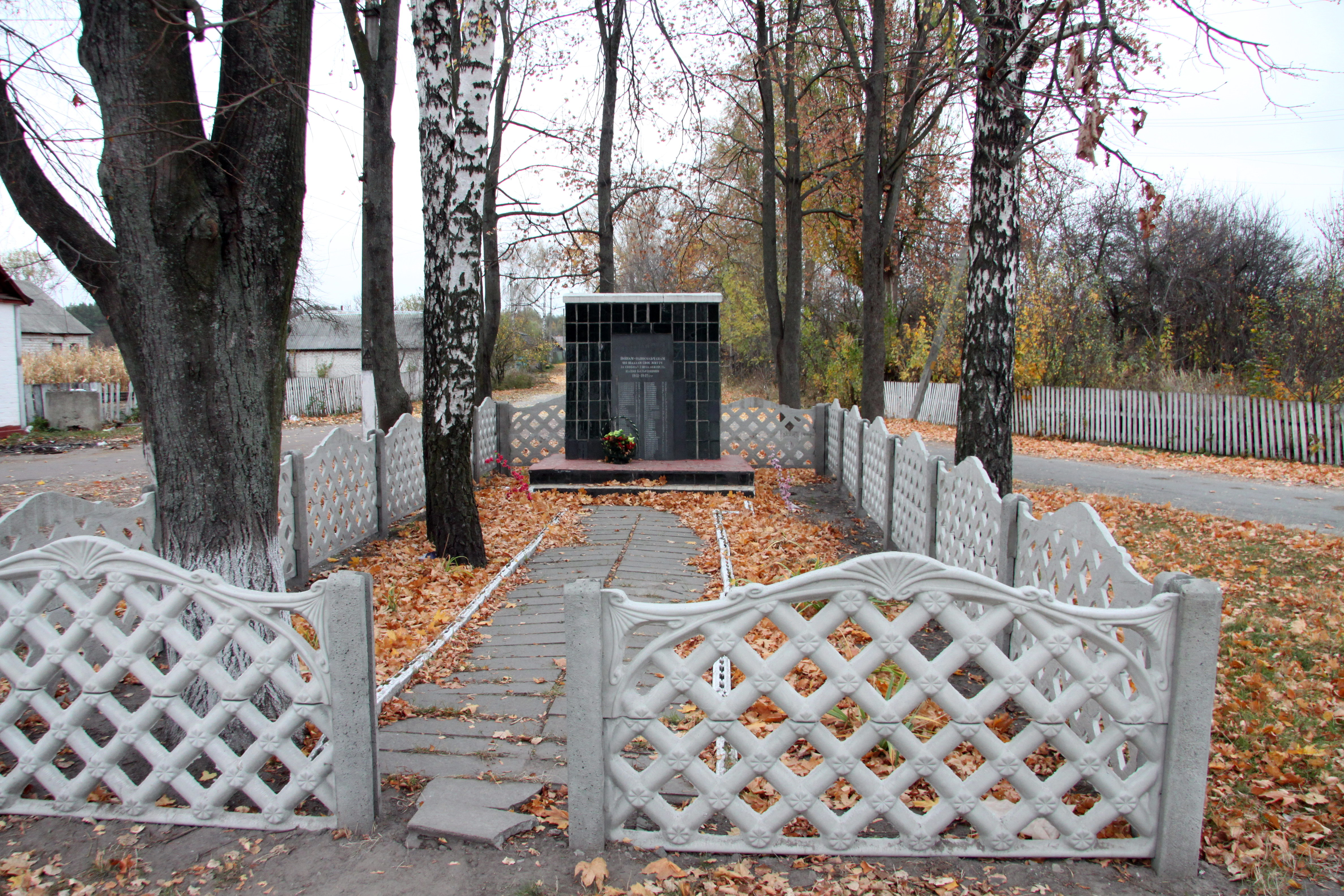